# Xuedou Chongxian
Xuedou Chongxian (chiń. 雪竇重顯, pinyin Xuědòu Chòngxiǎn; kor. 설두중현 Sŏldu Chunghyŏn; jap. Setchō Jūken; wiet. Tuyết Đậu Trọng Hiển; ur. 980, zm. 1052) – chiński mistrz chan ze szkoły yunmen, znany także jako Xuedou Mingjue.

## Życiorys
Pochodził z Suining w pobliżu dzisiejszego miasta Tongnan w prowincji Syczuan. Urodzony w znakomitej i bogatej rodzinie już jako młody człowiek posiadał świetne wykształcenie i wykazywał wielkie zdolności jako uczony. Pragnął jednak porzucić świeckie życie i zostać mnichem buddyjskim.
Praktykę rozpoczął w klasztorze Pu’an w Yizhou (obecnie jest to Chengdu), gdzie studiował pisma buddyjskie pod kierunkiem nauczyciela Renxiana.
Po przyjęciu pełnej ordynacji odbył wędrówkę do Fuzhou (obecnie w pobliżu miasta Tianmen w prow. Hubei). Tam rozpoczął praktykę chan u mistrza Zhimena Gunazuo ze szkoły chan yunmen. Po pięciu latach otrzymał potwierdzenie oświecenia i przekaz Dharmy.
Po opuszczeniu swego nauczyciela przebywał najpierw w klasztorze Lingyin w Hangzhou, następnie w klasztorze Cuifeng w Suzhou i w końcu zatrzymał się w klasztorze na górze Xuedou w pobliżu dzisiejszego miasta Ningbo w prowincji Zhejiang.
Otrzymał pośmiertny tytuł Wielki Nauczyciel Czystego Oświecenia.
Występuje w gong’anach 26 i 34 z Biyan lu.

## Znaczenie mistrza
We wczesnym okresie dynastii Song szkoła yunmen rozkwitała i razem z wielką szkołą linji wywarły spory wpływ na górne warstwy społeczeństwa chińskiego. Za najwyższy punkt w rozwoju szkoły yunmen uchodzi właśnie Xuedou Chongxian. Tak jak i jego nauczyciel Xuedou był wybitnym poetą. Ranga jego twórczości przewyższyła twórczość wszystkich jego poprzedników. Wśród prac, które po sobie pozostawił jest zbiór 250 wierszy znany pod tytułem Zuying ji (jap. Soeishū).
| Rybak Wiosenne światło, miękka przybrzeżna mgiełka I jego łódź na spokojnej wodzie. We śnie ściska tysiącstopową wędkę, Dobrą na największego wieloryba. |

Najwyższy poziom osiągnął w wierszach dołączonych do komentarzy gong’anów. Zestawił zbiór 100 przypadków zatytułowany pierwotnie Boze songgu, które obdarzył komentarzami i wierszami. Książka ta stała się modelem, według którego tworzono następne kolekcje.

## Linia przekazu Dharmy zen
Pierwsza liczba oznacza liczbę pokoleń mistrzów od 1 Patriarchy indyjskiego Mahakaśjapy.
Druga liczba oznacza liczbę pokoleń od 28/1 Bodhidharmy, 28 Patriarchy Indii i 1 Patriarchy Chin.
Trzecia liczba oznacza początek nowej linii przekazu w danym kraju.
- 33/6. Huineng (638–713)
  - 34/7. Qingyuan Xingsi (660–740)
    - 35/8. Shitou Xiqian (700–790)
      - 36/9. Tianhuang Daowu (748–807)
        - 37/10. Longtan Chongxin (782–865)
          - 38/11. Deshan Xuanjian (819–914)
            - 39/12. Xuefeng Yicun (822–908)
              - 40/13. Yunmen Wenyan (862–949) szkoła yunmen
                - 41/14. Xianglin Chengyuan (908–987)
                  - 42/15. Zhimen Guangzuo (zm. 1031)
                    - 43/16. Jiufeng Qin (bd)
                    - 43/16. Xuedou Chongxian (980–1052) autor Biyan lu
                      -                         - 44/17. Tianyi Yihuai (993–1064)
                          - 45/18. Yang Wuwei (bd)
                          - 45/18. Yuantong Fashen (bd)
                          - 45/18. Changlu Yingfu (bd)
                            - 46/19. Changlu Zongze (zm. 1107?) autor Chanyuan qinggui
                              - 47/20. Yuechao Fayi (1084–1158)

                        - 44/17/1. Chengtian Chuanzong ta linia przekazu została przeniesiona do Wietnamu przez Caodonga (wietn. Thảo Đường)